# Bill Murray
William James Murray (Evanston, Illinois, 21 de septiembre de 1950) es un actor y comediante estadounidense, conocido por su estilo deadpan en papeles que van desde comedias de estudio hasta dramas independientes.
Murray se convirtió en una figura nacional en Saturday Night Live desde 1977 hasta 1980, recibiendo un Premio Primetime Emmy al Mejor Guion para una Serie de Variedades. Estableció su fama al actuar en una serie de exitosas comedias, incluyendo Meatballs (1979), Caddyshack (1980), Stripes (1981), Scrooged (1988), Quick Change (1990) y What About Bob? (1991). También tuvo papeles secundarios en Tootsie (1982), Little Shop of Horrors (1986), Ed Wood (1994), Kingpin (1996) y Osmosis Jones (2001). Murray también interpretó a Dr. Peter Venkman en Ghostbusters (1984) y Ghostbusters II (1989), y ha retomado su papel en varios proyectos dentro de la franquicia de Ghostbusters.
La interpretación de Murray en Groundhog Day (1993) le valió elogios de la crítica y le permitió conseguir papeles en películas más serias. Comenzó su colaboración con el director Wes Anderson con Rushmore (1998), que le otorgó un Independent Spirit Award. Continuó apareciendo en muchas de las películas de Anderson, como The Royal Tenenbaums (2001), The Life Aquatic with Steve Zissou (2004), The Darjeeling Limited (2007), Fantastic Mr. Fox (2009), Moonrise Kingdom (2012), The Grand Budapest Hotel (2014), Isle of Dogs (2018) y The French Dispatch (2021). Fue protagonista en Lost in Translation (2003) de Sofia Coppola, lo que le valió un Globo de Oro y premios BAFTA, además de una nominación al Academy Award for Best Actor. Otros papeles notables incluyen las películas Broken Flowers (2005), City of Ember (2008), Hyde Park on Hudson (2012), The Monuments Men (2014), Rock the Kasbah (2015) y Ant-Man and the Wasp: Quantumania (2023).
Por su papel en la miniserie HBO Olive Kitteridge (2014), ganó su segundo Premio Primetime Emmy al Mejor Actor Secundario en una Serie Limitada o Película de Antología. En 2016, Murray fue galardonado con el Premio Mark Twain al Humor Americano.

## Biografía
Bill Murray nació el 21 de septiembre de 1950 en Evanston, Illinois, hijo de Lucille, una empleada de oficina, y Edward J. Murray, un vendedor de madera. Creció junto a sus ocho hermanos en una familia católica irlandesa. Su abuelo paterno era originario de Condado de Cork, y sus ancestros maternos provenían del Condado de Galway. Tres de sus hermanos, John Murray, Joel Murray y Brian Doyle-Murray, también son actores, mientras que una de sus hermanas, Nancy, es monja Adriana Dominicana en Míchigan.
Murray asistió a una escuela secundaria jesuita para chicos en Wilmette, Illinois, y más tarde a Loyola Academy. Trabajó como caddie de golf para financiar su educación, fue el cantante principal de una banda de rock (The Dutch Masters) y participó en el teatro comunitario y escolar. Después de graduarse de Loyola Academy, Murray asistió brevemente a Regis University en Denver, Colorado, donde cursó materias pre-médicas, pero abandonó rápidamente y regresó a Illinois. En 2007, Regis le otorgó un título honorario en Humanidades.
El 21 de septiembre de 1970, en su vigésimo cumpleaños, Murray fue arrestado en Aeropuerto O'Hare por intentar contrabandear 10 libras de cannabis, que supuestamente tenía la intención de vender. Le dijo a un pasajero vecino que había empacado una bomba en su equipaje, lo que provocó su arresto. Murray fue condenado y sentenciado a probatoria.

## Trayectoria profesional

### Saturday Night Live
Murray decidió entonces probar suerte en la radio. Intervino en un programa que no tuvo éxito, y que fue retirado al cabo de unos meses, pero participó a continuación en otro que fue emitido durante más tiempo. Después de trabajar en una compañía de teatro de Chicago, se incorporó en 1977 al popular programa cómico de la televisión estadounidense Saturday Night Live. Oficialmente se unió al reparto del programa en su segunda temporada, tras la salida de Chevy Chase. Murray integró el elenco de SNL por tres temporadas entre 1977 y 1980. Durante las primeras temporadas del programa, el actor sostuvo una relación sentimental con su compañera de elenco Gilda Radner.

### Cine

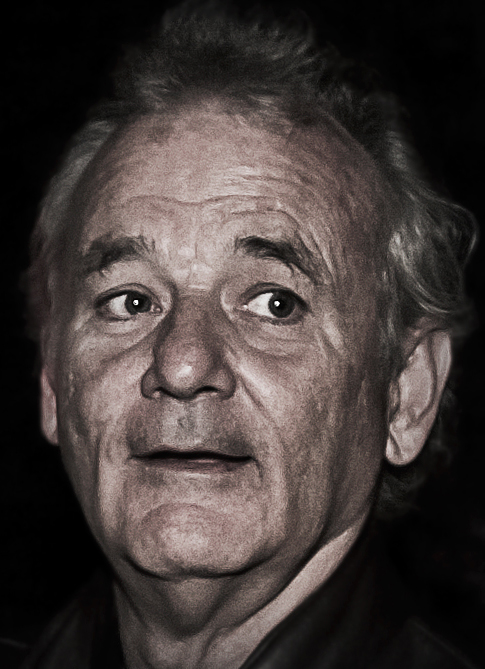
Murray en el Festival Internacional de Cine de Toronto en 2010.

Hizo su debut cinematográfico en 1979 en la película canadiense Meatballs, de Ivan Reitman, en la que Murray interpreta a un monitor de un campamento juvenil de verano. Después interpretó a Hunter S. Thompson en la película de 1980 Where the Buffalo Roam. A comienzos de la década de 1980, el actor protagonizó una serie de películas con gran repercusión en taquilla como Caddyshack, Stripes y Tootsie. Murray fue el primer invitado en el programa de entrevistas Late Night with David Letterman el 1 de febrero de 1982. Más tarde apareció en el primer episodio de Late Show with David Letterman el 30 de agosto de 1993, cuando el programa se trasladó a la cadena CBS. El 31 de enero de 2012, treinta años después de su primera aparición en el programa de Letterman, Murray fue invitado nuevamente a su programa de entrevistas. Fue el último invitado de Letterman cuando el programa fue retirado el 20 de mayo de 2015.
Murray empezó a trabajar en una adaptación cinematográfica de la novela The Razor's Edge de William Somerset Maugham. La película, coescrita por el propio Murray, fue su primer papel protagónico en un filme de corte dramático. Más adelante protagonizó la película Ghostbusters —en un papel escrito originalmente para John Belushi— para poder financiar The Razor's Edge. Ghostbusters se convirtió en la película más taquillera de 1984 y en la comedia más exitosa en términos financieros de la historia. The Razor's Edge, filmada antes que Ghostbusters pero publicada después, fue un fracaso de taquilla.
Molesto por el fracaso de The Razor's Edge, Murray se alejó del cine cuatro años para estudiar filosofía e historia en París y pasar tiempo con su familia. Con la excepción de una pequeña aparición en la película de 1986 Little Shop of Horrors, el actor no apareció en ninguna película en ese lapso de tiempo, aunque se le pudo ver en una adaptación de la obra de teatro A Man's a Man de Bertolt Brecht.

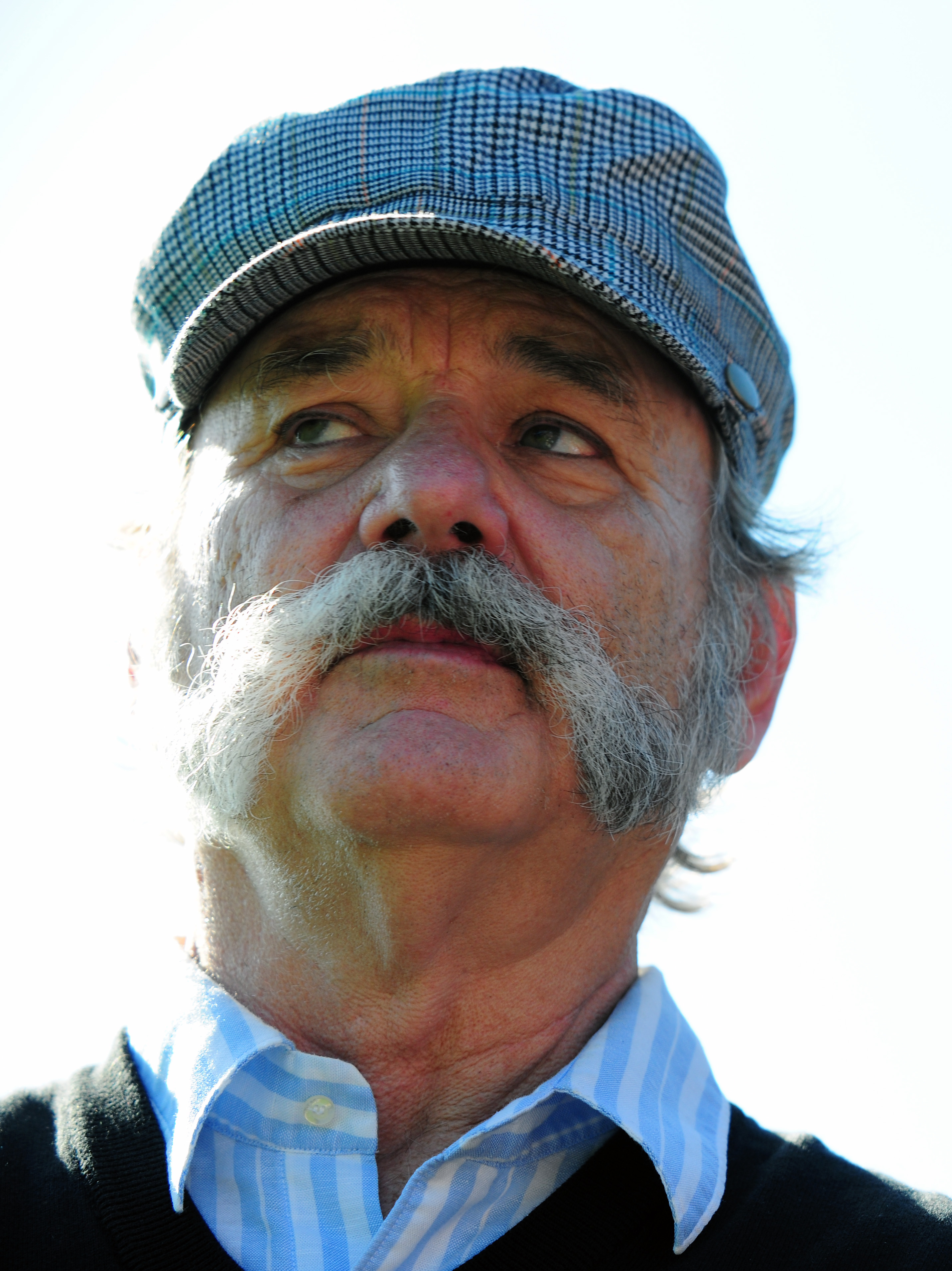
Bill Murray en 2013.

Murray regresó al cine integrando el elenco de Scrooged en 1988 y de Ghostbusters II en 1989, película que no pudo replicar el éxito obtenido por su antecesora. En 1990 dirigió la película Quick Change junto al productor Howard Franklin, primera y única aventura de Murray en la dirección. Sus siguientes películas, What About Bob? (1991) y Groundhog Day (1993) fueron éxitos de taquilla. Tras su aparición en Groundhog Day, el actor apareció en una variedad de roles de reparto en películas como Ed Wood, Kingpin y Space Jam (donde se interpretó a él mismo). Sin embargo, sus papeles protagónicos en Una elefanta llamada Vera y The Man Who Knew Too Little no tuvieron gran impacto en la crítica ni en la audiencia. Su actuación en la película Rushmore en 1998 fue aclamada por la crítica, ganando el premio a mejor actor de reparto entregado por el Círculo de Críticos de Nueva York, la Sociedad Nacional de Críticos de Cine y el Círculo de Críticos de Los Ángeles (empatando con Billy Bob Thornton). Murray decidió dar un giro a su carrera alejándose del humor para interpretar roles dramáticos, algo evidente en películas como Wild Things, Cradle Will Rock, Hamlet y The Royal Tenenbaums. En 2003 apareció en la película de Sofia Coppola Lost in Translation, actuación que le valió ganar un Globo de Oro, un premio BAFTA y un premio Independent Spirit, entre otros galardones. Fue nominado al premio Oscar en la categoría a mejor actor por su participación en Lost in Translation, pero el premio finalmente fue entregado a Sean Penn por su actuación en Río místico. En una entrevista incluida en el DVD de Lost in Translation, Murray afirma que es su película favorita.
Aunque el género dramático estaba ofreciéndole buenos réditos a Murray, durante este período se le pudo ver en roles cómicos en Los ángeles de Charlie: Al límite y Ósmosis Jones. En 2004 aportó la voz del gato Garfield en Garfield: la película, repitiendo su papel en 2006 en Garfield 2. El actor afirmó que tomó dicho papel porque pensó que el guion había sido escrito por los hermanos Coen al enterarse de que Joel Cohen era uno de los colaboradores en la creación de la historia. En 2004 hizo su tercera colaboración con el director Wes Anderson en The Life Aquatic with Steve Zissou y en 2005 su segunda colaboración con Jim Jarmusch en Flores rotas. Ese mismo año, Bill anunció que se alejaría momentáneamente del cine tras su descanso a finales de la década de 1990. Retornó a la gran pantalla para realizar pequeñas apariciones en Viaje a Darjeeling y Get Smart. En 2008 interpretó un papel importante en la cinta posapocalíptica City of Ember: En busca de la luz y en 2009 realizó un cameo en la película de terror y comedia Zombieland.El actor aportó su voz para el personaje del señor Badger en la película de animación de 2009 Fantastic Mr. Fox.

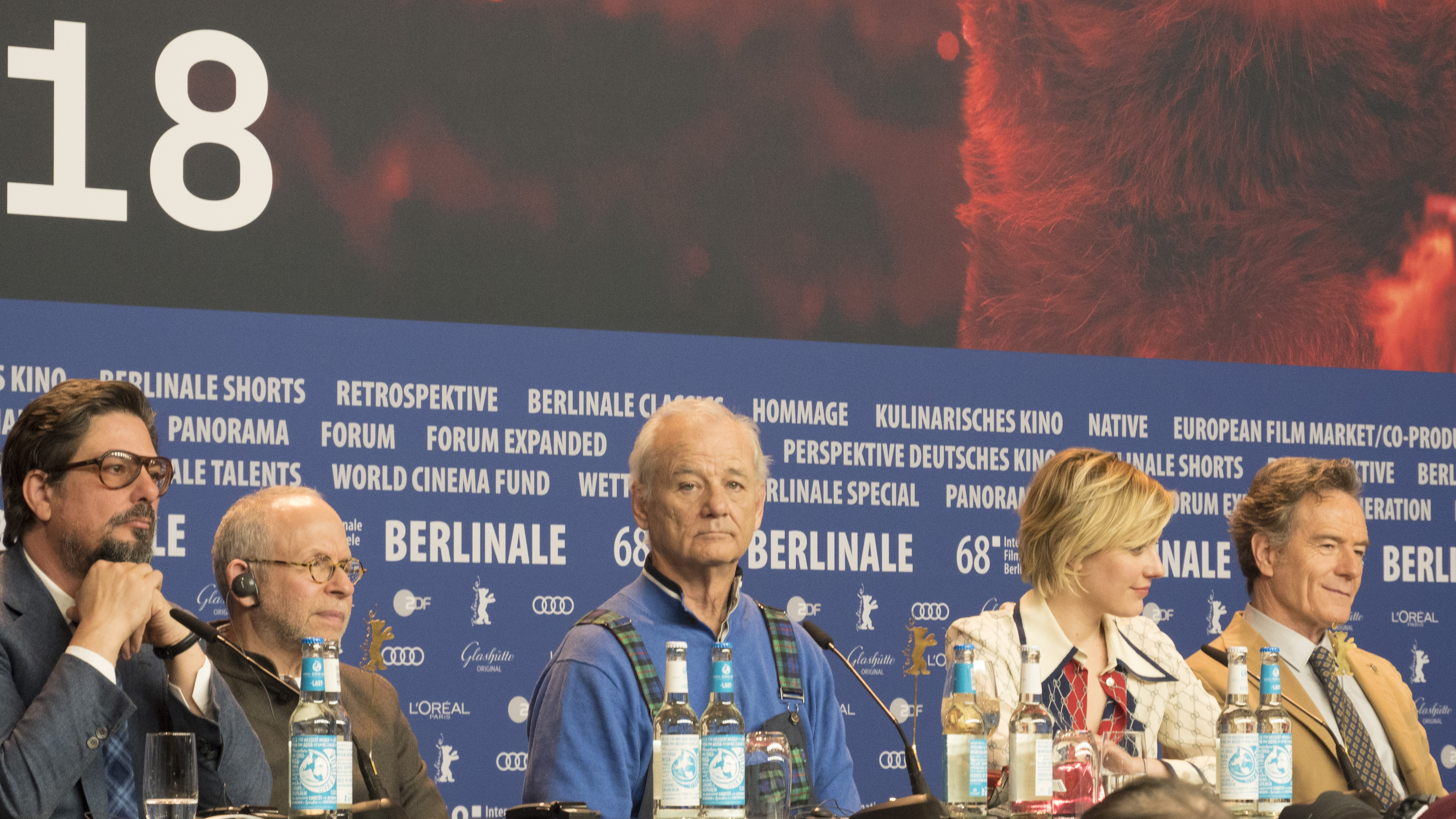
Murray, Greta Gerwig y Bryan Cranston en la conferencia de prensa de Isla de perros en 2018

Desde 2010, Murray ha hecho parte de dos cintas de Wes Anderson: Moonrise Kingdom (2012) y El Gran Hotel Budapest (2014). Fue nominado a un Globo de Oro por su actuación en la película de 2014 St. Vincent. Interpretó a un gerente discográfico en Rock the Kasbah. En 2016 aportó la voz de Baloo en la película de Disney El libro de la selva, un remake de la película animada de 1967 del mismo nombre. La cinta cuenta con un 95 % de índice de audiencia aprobatorio en el sitio web Rotten Tomatoes.
Murray interpretó a Martin Heiss, un escéptico de lo paranormal, en el reboot de la película Ghostbusters en 2016, estrenada el 15 de julio de 2016. La película no retomó los acontecimientos de las dos primeras producciones, al contrario, creó una nueva historia basada levemente en las cintas de 1984 y 1989, con la inclusión de personajes femeninos en el papel de las Cazafantasmas. Existieron algunas especulaciones sobre su regreso a la serie fílmica de Ghostbusters para una tercera entrega de la misma, pero el mismo actor desmintió los rumores en una entrevista con la revista GQ. Integró el elenco de la película animada de 2018 Isla de perros de Wes Anderson.
En 2018 se estrenó un documental basado en él llamado The Bill Murray Stories: Life Lessons Learned From a Mythical Man donde cuentan anécdotas sobre su distinguida y carismática personalidad. En 2019 participó en la película Los muertos no mueren de su colaborador habitual Jim Jarmusch junto a Adam Driver, Tilda Swinton e Iggy Pop. En 2020 se estrenó On the Rocks en el Festival de Cine de Nueva York, cinta para la cual volvió a rodar con Sofia Coppola tras diesisiete años. y posteriormente se distribuiría por Apple TV.
Además del cine, en 2017 Bill Murray presentó el espectáculo New Worlds, una experiencia que combina la música clásica europea y la literatura estadounidense con la participación del actor, el violonchelista Jan Vogler, la violinista Mira Wang y la pianista Vanessa Pérez. 

## Vida personal

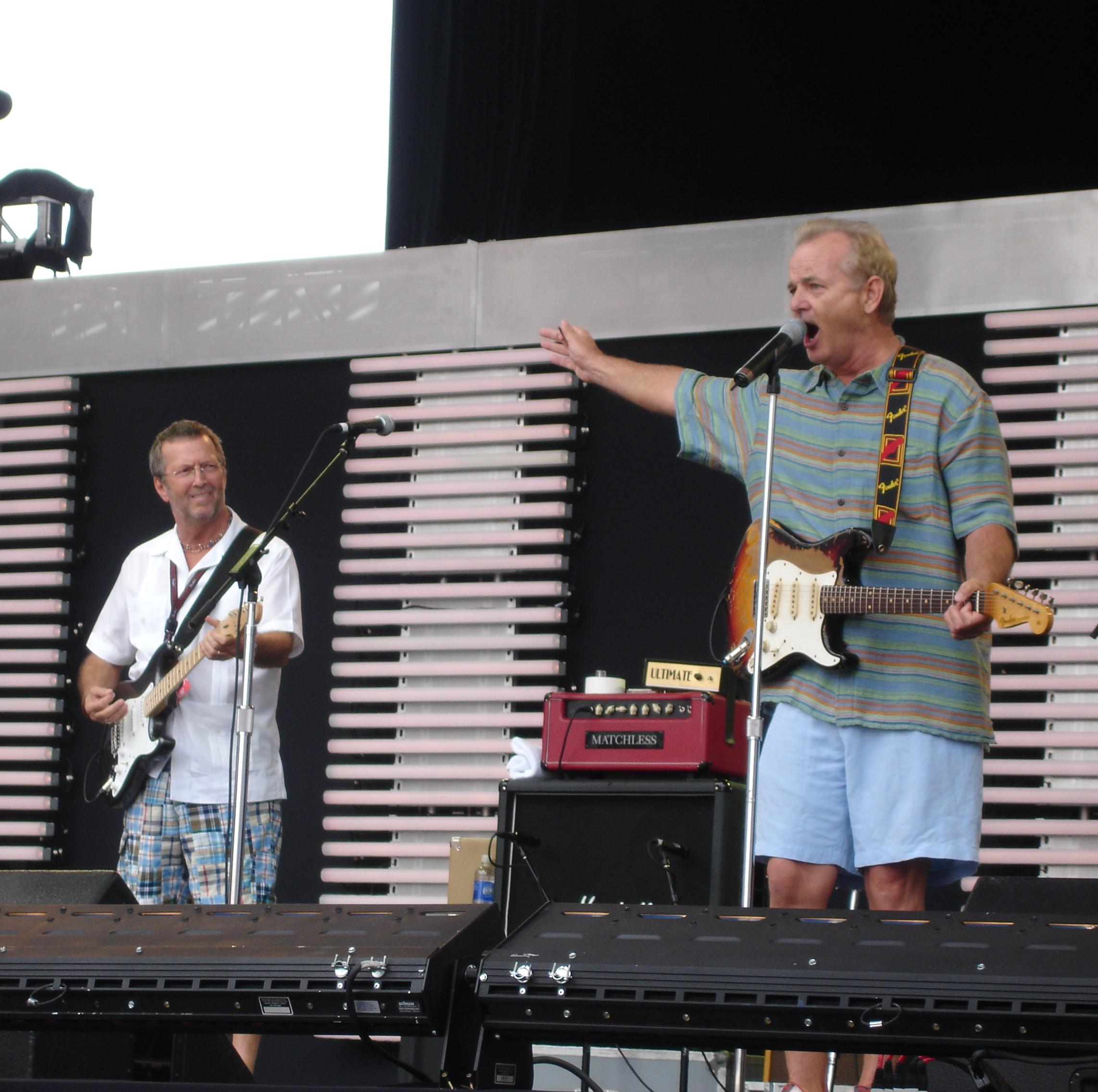
Eric Clapton y Murray en el Crossroads Guitar Festival en 2007.

Durante la filmación de Stripes, Murray se casó con Margaret Kelly durante el domingo de Super Bowl en Las Vegas el 25 de enero de 1981. Más tarde se casaron nuevamente en Chicago frente a sus familias. Margaret dio a luz a dos hijos, Homer (nacido en 1982) y Luke (nacido en 1985). Luke ha trabajado como asistente de entrenador en el equipo de baloncesto de la Universidad de Louisville y de la Universidad Xavier. Debido a la relación de Murray con la diseñadora de vestuario Jennifer Butler, la pareja se divorció en 1996. En 1997 Bill se casó con Butler. Juntos tienen cuatro hijos: Caleb (nacido en 1993), Jackson (nacido en 1995), Cooper (nacido en 1997) y Lincoln (nacido en 2001). Butler pidió el divorcio en mayo de 2008, acusando al actor de violencia doméstica, infidelidad y adicciones al sexo, la marihuana y el alcohol. El divorcio fue firmado el 13 de junio de 2008.
Murray afirmó en una entrevista en 1984: "Definitivamente soy religioso, pero no tengo mucho que ver con el catolicismo".
El actor tiene propiedades en Los Ángeles, California, Rancho Santa Fe (un suburbio de San Diego), Martha's Vineyard, Massachusetts, Charleston, Carolina del Sur y Palisades, un suburbio de Nueva York. Durante la elección presidencial estadounidense del año 2000, el actor mostró su apoyo al candidato Ralph Nader.
Murray es seguidor de los equipos deportivos de la ciudad de Chicago, en especial de los Chicago Cubs, Chicago Bears y Chicago Bulls. Estuvo en el público junto a otros seguidores famosos como John Cusack, Eddie Vedder y Bonnie Hunt durante la histórica victoria de los Cubs en la serie mundial en el año 2016. Apareció junto al músico Eric Clapton en el Crossroads Guitar Festival el 28 de julio de 2007, donde se vistió con varias indumentarias propias de Clapton. En 2010 acompañó nuevamente al músico en el escenario.
Es un gran aficionado al golf, teniendo un handicap de juego de 7,2 e incluso su propia marca de ropa.

## Filmografía

### Cine
| Año  | Título                                        | Rol                          | Notas                          |
| ---- | --------------------------------------------- | ---------------------------- | ------------------------------ |
| 1976 | Next Stop, Greenwich Village                  | Nick Kessel                  | No acreditado                  |
| 1979 | Meatballs                                     | Tripper Harrison             |                                |
| 1979 | Mr. Mike's Mondo Video                        | Hombre en la calle           |                                |
| 1979 | Tarzoon: Shame of the Jungle                  | Reportero                    |                                |
| 1980 | Where the Buffalo Roam                        | Hunter S. Thompson           |                                |
| 1980 | Caddyshack                                    | Carl Spackler                |                                |
| 1980 | Loose Shoes                                   | Lefty Schwartz               |                                |
| 1981 | Stripes                                       | John Winger                  |                                |
| 1982 | Tootsie                                       | Jeff Slater                  |                                |
| 1984 | Ghostbusters                                  | Dr. Peter Venkman            |                                |
| 1984 | Nothing Lasts Forever                         | Ted Breughel                 |                                |
| 1984 | B.C. Rock                                     | The Dragon                   | No acreditado                  |
| 1984 | The Razor's Edge                              | Larry Darrell                | También escritor               |
| 1986 | Little Shop of Horrors                        | Arthur Denton                |                                |
| 1988 | She's Having a Baby                           | Él mismo                     | Cameo                          |
| 1988 | Scrooged                                      | Francis Xavier "Frank" Cross |                                |
| 1989 | Ghostbusters II                               | Peter Venkman                |                                |
| 1990 | Quick Change                                  | Grimm                        | También codirector y productor |
| 1991 | What About Bob?                               | Bob Wiley                    |                                |
| 1993 | Groundhog Day                                 | Phil Connors                 |                                |
| 1993 | Mad Dog and Glory                             | Frank Milo                   |                                |
| 1994 | Ed Wood                                       | Bunny Breckinridge           |                                |
| 1996 | Kingpin                                       | Ernie McCracken              |                                |
| 1996 | Larger than Life                              | Jack Corcoran                |                                |
| 1996 | Space Jam                                     | Él mismo                     |                                |
| 1997 | The Man Who Knew Too Little                   | Wallace Ritchie              |                                |
| 1998 | Wild Things                                   | Kenneth Bowden               |                                |
| 1998 | With Friends Like These...                    | Maurice Melnick              |                                |
| 1998 | Rushmore                                      | Herman Blume                 |                                |
| 1999 | Cradle Will Rock                              | Tommy Crickshaw              |                                |
| 2000 | Charlie's Angels                              | John Bosley                  |                                |
| 2000 | Hamlet                                        | Polonio                      |                                |
| 2001 | Osmosis Jones                                 | Frank Detorre                |                                |
| 2001 | Speaking of Sex                               | Ezri Stovall                 |                                |
| 2001 | The Royal Tenenbaums                          | Raleigh St. Clair            |                                |
| 2003 | Lost in Translation                           | Bob Harris                   |                                |
| 2003 | Coffee and Cigarettes                         | Él mismo                     | Segmento: "Delirium"           |
| 2004 | Garfield: la película                         | Garfield                     | Voz                            |
| 2004 | The Life Aquatic with Steve Zissou            | Steve Zissou                 |                                |
| 2005 | Flores rotas                                  | Don Johnston                 |                                |
| 2005 | The Lost City                                 | Escritor                     |                                |
| 2006 | Garfield 2                                    | Garfield                     | Voz                            |
| 2007 | The Darjeeling Limited                        | Hombre de negocios           | Cameo                          |
| 2008 | Get Smart                                     | Agente 13                    | Cameo                          |
| 2008 | City of Ember                                 | Alcalde Cole                 |                                |
| 2009 | The Limits of Control                         | Americano                    |                                |
| 2009 | Fantastic Mr. Fox                             | Clive Badger                 | Voz                            |
| 2009 | Zombieland                                    | Él mismo                     |                                |
| 2010 | Get Low                                       | Frank Quinn                  |                                |
| 2011 | Passion Play                                  | Happy Shannon                |                                |
| 2012 | Moonrise Kingdom                              | Señor Bishop                 |                                |
| 2012 | A Glimpse Inside the Mind of Charles Swan III | Saul                         |                                |
| 2012 | Hyde Park on Hudson                           | Franklin D. Roosevelt        |                                |
| 2014 | The Monuments Men                             | Sargento Richard Campbell    |                                |
| 2014 | The Grand Budapest Hotel                      | Ivan                         |                                |
| 2014 | St. Vincent                                   | Vincent MacKenna             |                                |
| 2014 | Dumb and Dumber To                            | Ice Pick                     | Cameo                          |
| 2015 | Aloha                                         | Carson Welch                 |                                |
| 2015 | Rock the Kasbah                               | Richie Lanz                  |                                |
| 2016 | The Jungle Book                               | Baloo                        | Voz                            |
| 2016 | Ghostbusters                                  | Martin Heiss                 | Cameo                          |
| 2018 | Isle of Dogs                                  | Boss                         | Voz                            |
| 2018 | For The Fun Of The Game                       | Él mismo                     | Documental                     |
| 2019 | Zombieland: Double Tap                        | Él mismo                     |                                |
| 2019 | Los Muertos no Mueren                         | Cliff Robertson              |                                |
| 2020 | On the Rocks                                  | Felix Keane                  |                                |
| 2021 | La crónica francesa                           | Arthur Howitzer Jr.          |                                |
| 2021 | Ghostbusters: Afterlife                       | Peter Venkman                |                                |
| 2023 | Ant-Man and the Wasp: Quantumania             | Lord-Krylar                  |                                |
| 2024 | Ghostbusters: Frozen Empire                   | Peter Venkman                |                                |
| 2024 | Riff Raff                                     | Leftie                       |                                |
| 2024 | The Friend                                    | Walter                       |                                |

### Televisión
| Año           | Título                                           | Rol                    | Notas                                         |
| ------------- | ------------------------------------------------ | ---------------------- | --------------------------------------------- |
| 1976–1980     | Saturday Night Live                              | Varios papeles         | 70 episodios                                  |
| 1978          | All You Need Is Cash                             | Murray the K           |                                               |
| 1981          | Saturday Night Live                              | Él mismo               | 2 episodios                                   |
| 1982          | Second City Television                           | Varios papeles         | Episodio: "Days of the Week, The/Street Beef" |
| 1983          | Square Pegs                                      | Maestro                | Episodio: "No Substitutions"                  |
| 1987          | Saturday Night Live                              | Él mismo               | Episodio: "Bill Murray/Percy Sledge"          |
| 1993          | Saturday Night Live                              | Él mismo               | Episodio: "Bill Murray/Sting"                 |
| 1999          | Saturday Night Live                              | Él mismo               | Episodio: "Bill Murray/Lucinda Williams"      |
| 1999          | Saturday Night Live                              | Él mismo               | Episodio: "25th Anniversary Special"          |
| 2013–2014     | Alpha House                                      | Senator Vernon Smits   | 3 episodios                                   |
| 2014          | Olive Kitteridge                                 | Jack Kennison          | 2 episodios                                   |
| 2015          | Saturday Night Live                              | Él mismo               | Episodio: "40th Anniversary Special"          |
| 2015          | Parks and Recreation                             | Mayor Walter Gunderson | Episodio: "Two Funerals"                      |
| 2015          | A Very Murray Christmas                          | Él mismo               | Telefilme                                     |
| 2016          | Angie Tribeca                                    | Vic Deakins            | Episodio: "Tribeca's Day Off"                 |
| 2016          | Vice Principals                                  | Principal Welles       | Episodio: "The Principal"                     |
| 2017–presente | Bill Murray & Brian Doyle-Murray's Extra Innings | Él mismo               | 10 episodios                                  |
| 2018          | Saturday Night Live                              | Steve Bannon           | Episodio: "Sam Rockwell/Halsey"               |

## Libros
- Cómo ser Bill Murray (Blackie Books)[45]

## Premios y distinciones
Óscar
| Año  | Categoría   | Película            | Resultado |
| ---- | ----------- | ------------------- | --------- |
| 2004 | Mejor actor | Lost in Translation | Nominado  |

Globos de Oro
| Año  | Categoría                       | Película            | Resultado |
| ---- | ------------------------------- | ------------------- | --------- |
| 1985 | Mejor actor - Comedia o musical | Los cazafantasmas   | Nominado  |
| 1999 | Mejor actor de reparto          | Rushmore            | Nominado  |
| 2004 | Mejor actor - Comedia o musical | Lost in Translation | Ganador   |
| 2013 | Mejor actor - Comedia o musical | Hyde Park on Hudson | Nominado  |
| 2015 | Mejor actor - Comedia o musical | St. Vincent         | Nominado  |

Premios BAFTA
| Año  | Categoría   | Película            | Resultado |
| ---- | ----------- | ------------------- | --------- |
| 2003 | Mejor actor | Lost in Translation | Ganador   |

### Premios del Sindicato de Actores
| Año  | Categoría   | Película            | Resultado |
| ---- | ----------- | ------------------- | --------- |
| 2003 | Mejor actor | Lost in Translation | Nominado  |

Premios Satellite
| Año  | Categoría                                | Película            | Resultado |
| ---- | ---------------------------------------- | ------------------- | --------- |
| 1998 | Mejor Actor de Reparto - Comedia/Musical | Rushmore            | Ganador   |
| 2003 | Mejor Actor - Comedia/Musical            | Lost in Translation | Ganador   |
| 2005 | Mejor Actor - Comedia/Musical            | Broken Flowers      | Nominado  |

Premios Independent Spirit
| Año  | Categoría   | Película            | Resultado |
| ---- | ----------- | ------------------- | --------- |
| 2003 | Mejor actor | Lost in Translation | Ganador   |